# Nowe Jabłonki
Nowe Jabłonki (deutsch Neu Jablonken, 1938 bis 1945 Neufinken) ist ein Ort in der polnischen Woiwodschaft Ermland-Masuren. Er gehört zur Gmina Ostróda (Landgemeinde Osterode in Ostpreußen) im Powiat Ostródzki (Kreis Osterode in Ostpreußen).

## Geographische Lage
Nowe Jabłonki liegt im Westen der Woiwodschaft Ermland-Masuren, zehn Kilometer östlich der Kreisstadt Ostróda (deutsch Osterode in Ostpreußen).

## Geschichte
Neu Jablonken bestand lediglich aus einem kleinen Gehöft und hieß vor 1820 noch Neu Jeblonken. Am 10. April 1884 – so wird berichtet – wurde die Besitzung Neu Jablonken in den Gutsbezirk Alt Jablonken (polnisch Stare Jabłonki) im Kreis Osterode in Ostpreußen eingegliedert. Aus politisch-ideologischen Gründen der Vermeidung fremdländisch erscheinender Ortsnamen wurde Neu Jablonken am 3. Juni – offiziell bestätigt am 16. Juli – 1938 in „Neufinken“ umbenannt.
1945 kam Neufinken in Kriegsfolge mit dem gesamten südlichen Ostpreußen zu Polen. Der Ort erhielt die polnische Namensform „Nowe Jabłonki“. Er wird heute als „część wsi Stare Jabłonki“ (= „Teil des Dorfs Stare Jabłonki“) bezeichnet und scheint in eben diesem Dorf, das zur Landgemeinde Ostróda (Osterode i. Ostpr.) gehört, aufgegangen zu sein.

## Kirche
Bis 1945 war Neu Jablonken resp. Neufinken in die evangelische Kirche Osterode in der Kirchenprovinz Ostpreußen der Kirche der Altpreußischen Union sowie in die römisch-katholische Kirche der Kreisstadt eingepfarrt.
Heute gehört Nowe Jabłonki evangelischerseits weiterhin zur Kreisstadt, deren Kirchengemeinde nun aber der Diözese Masuren der Evangelisch-Augsburgischen Kirche in Polen zugeordnet ist. Katholischerseits ist Nowe Jabłonki jetz der 1980 neu errichteten Pfarrei Stare Jabłonki im Erzbistum Ermland zugehörig.

## Verkehr
Nowe Jabłonki ist auf einem Landweg von Stare Jabłonki aus zu erreichen. Die nächste Bahnstation ist ebenfalls Stare Jablonki und liegt an der Bahnstrecke Toruń–Tschernjachowsk.